# Bahía de Amatique
Bahía de Amatique är en vik i Guatemala, på gränsen till Belize. Den ligger i den östra delen av landet, 240 km nordost om huvudstaden Guatemala City.